# Sirus Mirzazade
Pour les articles homonymes, voir Mirzazade.
Sirus Mirzazade  (en azéri : Sirus Yədulla oğlu Mirzəzadə ; né le 22 janvier 1944 à Bakou, URSS) est un artiste azerbaïdjanais, membre de l'Union des peintres d'Azerbaïdjan, Artiste du peuple de la République d'Azerbaïdjan (2018).

## Biographie
Sirus Mirzazade est né le 22 janvier 1944 à Bakou. Après avoir obtenu son diplôme d'études secondaires, il est diplômé en 1966 de l'École d'art de Bakou du nom d'Azim Azimzade. En 1972, il est diplômé de l'École de peinture, de sculpture et d'architecture de Moscou. La même année, il devient membre de l'Union des artistes d'Azerbaïdjan.

## Œuvre
Depuis les années 1970, l'artiste travaille à la fois dans la peinture monumentale et décorative et sur chevalet, et ces deux domaines d'activité se conjuguent dans son œuvre. L'artiste est un représentant de l'école de peinture azerbaïdjanaise. C'est un artiste qui apporte une contribution particulière à l'enrichissement de l'art contemporain en Azerbaïdjan. Dans son travail, Sirus Mirzazadeh crée une synthèse entre traditionnel et moderne, unit national et interethnique.
Au cours de la longue période de son activité créatrice, l'artiste travaille sur de nombreuses œuvres. Depuis 1972, il reçoit régulièrement de nombreux prix lors d'expositions républicaines, pan-syndicales et internationales. Des expositions personnelles ont lieu en 1987 à Bakou et à Moscou, en 1995 en France et en Turquie.
Les œuvres de Mirzazade sont exposées en Azerbaïdjan, Russie, Iran, Turquie, Allemagne, Pays-Bas, Norvège, France, Cuba, Roumanie, Bulgarie, Hongrie, Syrie, Émirats arabes unis, Grande-Bretagne, États-Unis et Italie. Ses œuvres sont conservées dans des musées et des collections privées.
Actuellement, Sirus Mirzazade enseigne à l’Académie nationale des arts d’Azerbaïdjan.

## Prix
En 1996, il reçoit le prix Humay.
En 2002, il reçoit le titre « Artiste émérite de la République d'Azerbaïdjan ».
Le 27 mai 2018, il obtient le titre « Artiste du peuple de la République d’Azerbaïdjan ».